# Val-d'Étangson
Val-d'Étangson est une commune nouvelle française résultant de la fusion — au 1er janvier 2019 — des communes d'Évaillé et Sainte-Osmane, située dans le département de la Sarthe, en région Pays de la Loire.
Elle est peuplée de 526 habitants.
La commune fait partie de la province historique du Maine, et se situe dans le Haut-Maine.

## Géographie

### Climat
Pour des articles plus généraux, voir Climat des Pays de la Loire et Climat de la Sarthe.
En 2010, le climat de la commune est de type climat océanique dégradé des plaines du Centre et du Nord, selon une étude du CNRS s'appuyant sur une série de données couvrant la période 1971-2000. En 2020, Météo-France publie une typologie des climats de la France métropolitaine dans laquelle la commune est exposée à un climat océanique altéré et est dans la région climatique Moyenne vallée de la Loire, caractérisée par une bonne insolation (1 850 h/an) et un été peu pluvieux.
Pour la période 1971-2000, la température annuelle moyenne est de 10,4 °C, avec une amplitude thermique annuelle de 14,8 °C. Le cumul annuel moyen de précipitations est de 747 mm, avec 11,7 jours de précipitations en janvier et 7,1 jours en juillet. Pour la période 1991-2020, la température moyenne annuelle observée sur la station météorologique de Météo-France la plus proche, sur la commune du Luart à 19 km à vol d'oiseau, est de 12,0 °C et le cumul annuel moyen de précipitations est de 686,4 mm,. Pour l'avenir, les paramètres climatiques de la commune estimés pour 2050 selon différents scénarios d'émission de gaz à effet de serre sont consultables sur un site dédié publié par Météo-France en novembre 2022.

## Urbanisme

### Typologie
Au 1er janvier 2024, Val-d'Étangson est catégorisée commune rurale à habitat très dispersé, selon la nouvelle grille communale de densité à sept niveaux définie par l'Insee en 2022.
Elle est située hors unité urbaine. Par ailleurs la commune fait partie de l'aire d'attraction de Saint-Calais, dont elle est une commune de la couronne,. Cette aire, qui regroupe 10 communes, est catégorisée dans les aires de moins de 50 000 habitants,.

## Toponymie
Le nom de la commune nouvelle provient de la contraction du nom des 2 rivières traversant la commune : l'Étangsort et le Tusson.

## Histoire
La commune est créée au 1er janvier 2019 par un arrêté préfectoral du 13 septembre 2018, modifié le 21 novembre 2018. Son chef-lieu est fixé à Évaillé.

## Politique et administration

### Liste des maires
| Période | Période  | Identité          | Étiquette | Qualité           |
| ------- | -------- | ----------------- | --------- | ----------------- |
| 2019    | En cours | Patrick Grémillon |           | Technicien voirie |

### Communes déléguées
| Nom             | Code Insee | Intercommunalité                          | Superficie (km2) | Population (dernière pop. légale) | Densité (hab./km2) |
| --------------- | ---------- | ----------------------------------------- | ---------------- | --------------------------------- | ------------------ |
| Évaillé (siège) | 72128      | CC des Vallées de la Braye et de l'Anille | 19,43            | 346 (2016)                        | 18                 |
| Sainte-Osmane   | 72304      | CC des Vallées de la Braye et de l'Anille | 11,88            | 180 (2016)                        | 15                 |

## Population et société

### Démographie
L'évolution du nombre d'habitants est connue à travers les recensements de la population effectués dans la commune depuis sa création.
En 2022, la commune comptait 526 habitants, en stagnation par rapport à 2016 (Sarthe : −0,25 %, France hors Mayotte : +2,11 %).
| 2016 | 2021 | 2022 |
| ---- | ---- | ---- |
| 526  | 522  | 526  |

## Culture locale et patrimoine

### Lieux et monuments
- Église Saint-Martin d'Évaillé.
- Église Sainte-Osmane.